# Pleurotomella amphiblestrum
Pleurotomella amphiblestrum is een slakkensoort uit de familie van de Raphitomidae. De wetenschappelijke naam van de soort is voor het eerst geldig gepubliceerd in 1904 door Melvill.